# 10月29日 (旧暦)
旧暦10月29日は旧暦10月の29日目である。年によっては10月の最終日となる。六曜は友引である。

## できごと
- 享保5年（グレゴリオ暦1720年11月28日） - 水戸藩が『大日本史』250巻を幕府へ献上

## 誕生日
- 文化12年（グレゴリオ暦1815年11月29日） - 井伊直弼、江戸幕府大老（+ 1860年）
- 天保8年（グレゴリオ暦1837年11月26日） - 井上正直、浜松藩主（+ 1904年）

## 忌日
- 安永8年（グレゴリオ暦1779年12月6日） - 後桃園天皇、118代天皇（* 1758年）